# Petri Sulonen
Petri Sulonen (Pori, 1963. június 20. – Pori, 2024. május 22.) válogatott finn labdarúgó, hátvéd.

## Pályafutása

### Klubcsapatban
1981 és 1986 között a PPT, 1987 és 1999 között a TPS labdarúgója volt. 2000-ben az FC Jazz csapatában fejezte be az aktív játékot. A TPS csapatával két finnkupa-győzelmet ért el.

### A válogatottban
1986 és 1992 között tíz alkalommal szerepelt a finn válogatottban.

## Sikerei, díjai
- Veikkausliiga – az év játékosa (1994)

 TPS
- Finn kupa
  - győztes (2): 1991, 1994